# .cern
.cern је домен највишег нивоа за Европску организацију за нуклеарна истраживања (CERN). Регистрован је 13. августа 2014.  